# Saadanius hijazensis
Saadanius hijazensis es una especie extinta de primate catarrino y único representante del género Saadanius que vivió durante el Oligoceno, muy relacionado con el antepasado común de los monos del Viejo Mundo y homínidos, los cuales en conjunto integran el parvorden Catarrhini. Está representado por una única especie, Saadanius hijazensis, de la que sólo se conoce un fragmento de cráneo, tentativamente fechado hace entre 29 y 28 millones de años. Fue descubierto en 2009 en el oeste de Arabia Saudita cerca de La Meca y fue descrito en 2010, luego de una comparación entre catarrinos vivos y fósiles.
Saadanius tenía el rostro más largo que los catarrinos vivientes y carecía de los senos frontales desarrollados, presentes en los catarrinos modernos. Sin embargo, poseía un conducto auditivo óseo (ectotimpánico) y dientes similares a los de los catarrinos vivientes. El descubrimiento de Saadanius puede contribuir a la respuesta de algunos interrogantes acerca de la evolución y origen del antepasado común de los monos del Viejo Mundo (cercopitécidos) y los homínidos.

## Descubrimiento

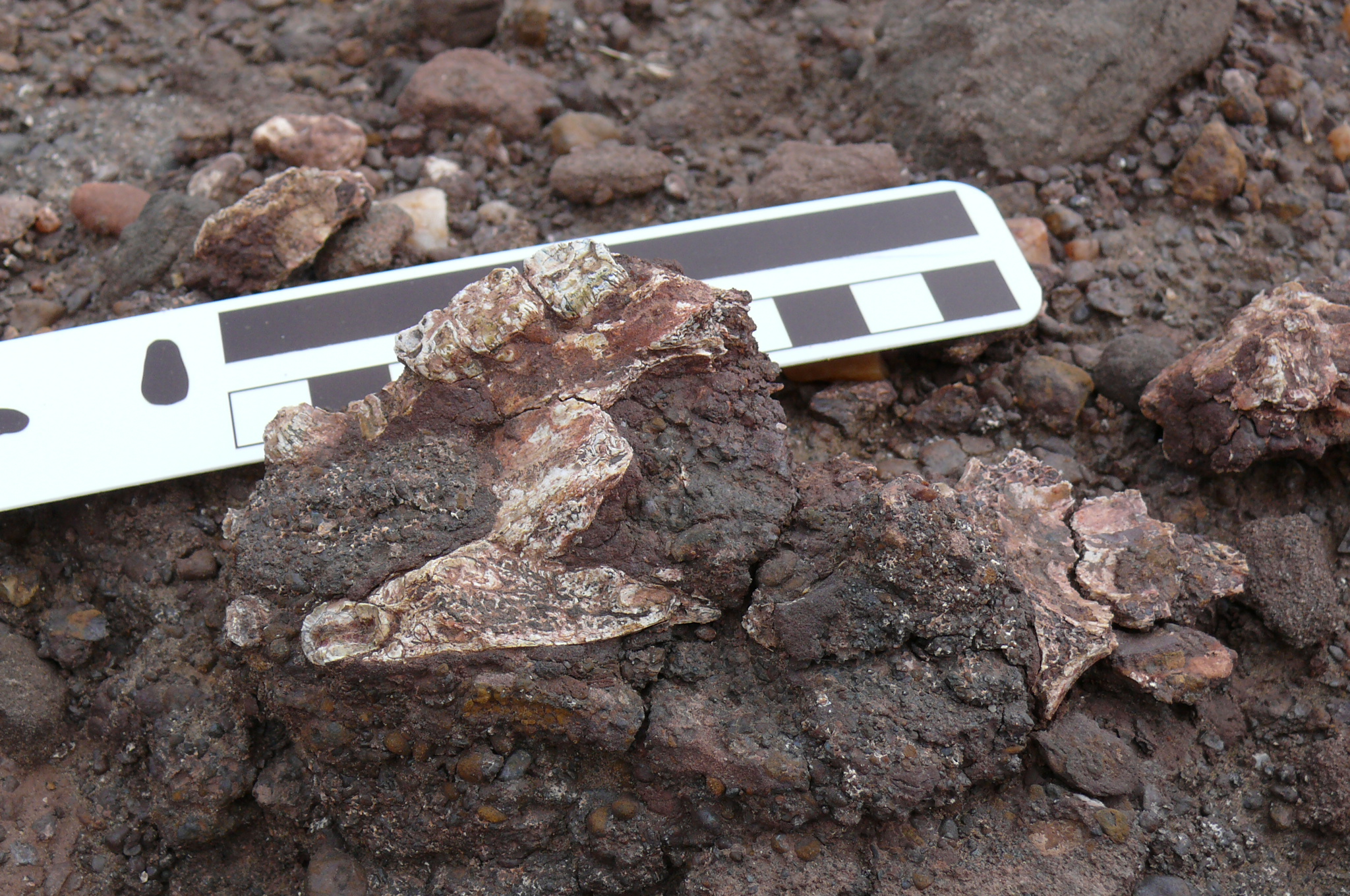
El espécimen fue encontrado con el paladar y los dientes hacia arriba.

Saadanius es conocido a partir de un solo espécimen, el holotipo, llamado SGS-UM 2009-002, salvaguardado en Jeddah, Arabia Saudita, en la Unidad de Paleontología del Servicio Geológico de Arabia (cuyas siglas en inglés son SGS). Su localidad tipo, o el lugar en donde se descubrió, fue en el lecho fósil de una roca sedimentaria ferrosa oolítica en la mitad de la Formación Shumaysi localizada en la esquina suroeste de Harrat Al Ujayfa, en el oeste de Arabia Saudita, cerca de La Meca. Este espécimen fue descubierto en febrero de 2009 por el paleontólogo Iyad Zalmout, que había viajado a la región en busca de ancestros de ballenas y fósiles de dinosaurio. Mientras buscaba fósiles de dinosaurios en una zona que, de acuerdo a los mapas que disponía, contenía capas rocosas procedentes del Cretácico (145-65 millones de años), Zalmout encontró la mandíbula de una criatura similar a los hipopótamos, llamada antracotérido (un pariente cercano de las ballenas y los hipopótamos), que data del Eoceno u Oligoceno. Esto indicaba que las capas de rocas eran mucho más recientes de las estimadas en los mapas. Al día siguiente, descubrió unos dientes fósiles, que reconoció de inmediato como los de un primate. Zalmout envió por correo electrónico una foto de los dientes al paleontólogo Philip D. Gingerich, con quien trabajó como becario de postdoctorado. Gingerich, experto en primates antiguos y ballenas, confirmó que se trataba efectivamente de un primate. Debido a su apretado itinerario, Zalmout debió dejar los fósiles descubiertos todavía incrustados en la roca por algunos días debido a que su recolección requería varios días de trabajo. El fósil fue recuperado poco después por una expedición conjunta entre el SGS y la Universidad de Míchigan.
El fósil no fue descrito formalmente hasta 2010, cuando se anunció su descubrimiento en la revista Nature. El hallazgo fue fechado en torno a 28 o 29 millones años atrás sobre la base de la comparación de fósiles de antracotéridos y penungulados (miembros del grupo que incluye a los elefantes y damanes) encontrados en las inmediaciones, con fósiles hallados en depósitos africanos de edad similar. Sin embargo, la fecha aún no ha sido confirmada por otras técnicas de datación. El nombre de género, Saadanius, proviene de la palabra árabe, saadan (en árabe: سعدان‎), que es el término común para referirse a los simios y monos. El nombre de la especie, hijazensis, es una referencia a la región al Hijaz, en la que se descubrió.

## Espécimen tipo

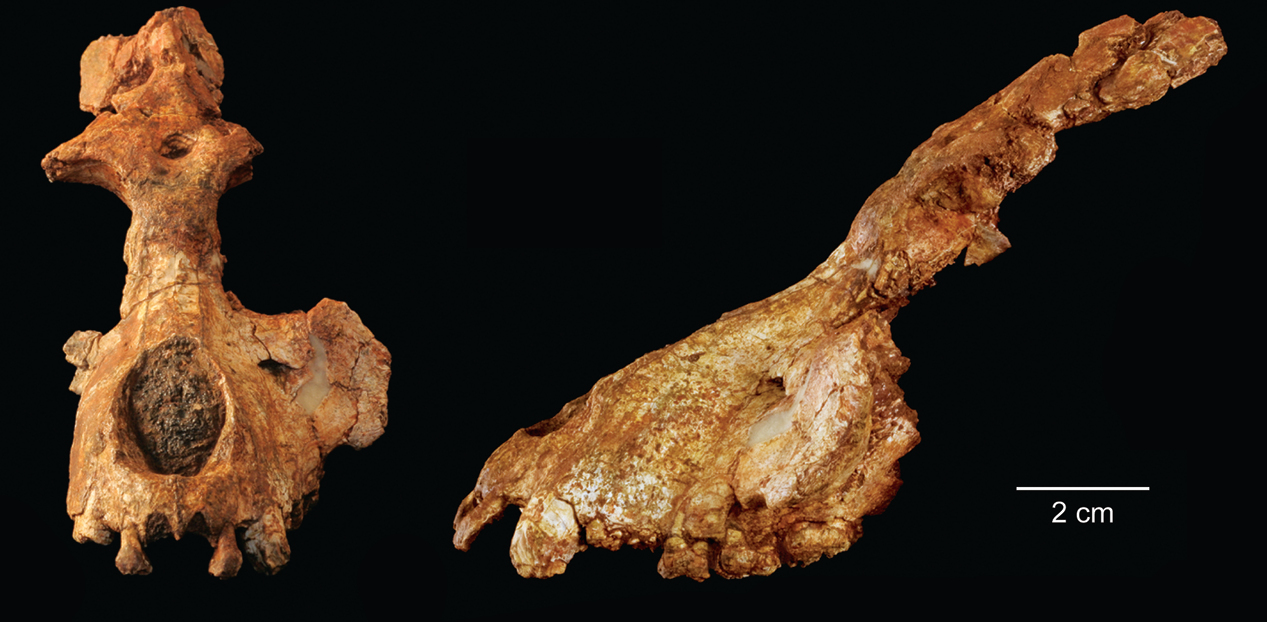
Vistas frontal y lateral de Saadanius hijazensis.

Saadanius tenía un rostro más largo que los catarrinos actuales, en apariencia, más similar a los monos del Nuevo Mundo, a pesar de que era más grande, posiblemente del tamaño de un gibón. Sus caninos grandes y profundamente incrustados, la diastema (espacio) entre los caninos y segundos incisivos, y su cresta sagital (protuberancia ósea a lo largo de la parte superior del cráneo), sugieren que el espécimen era un macho. Estas características son compartidas entre los machos de los monos del Viejo Mundo (cercopitécidos). Saadanius carece de los senos frontales prominente presentes en los catarrinos actuales; sin embargo, al igual que estos, posee un hueso ectotimpánico, o conducto auditivo óseo. Los propliopitecoideos, el grupo basal más antiguo de catarrinos conocidos, que datan de hace 35 a 30 millones de años, carecía de un hueso ectotimpánico completamente desarrollado.
Es espécimen hallado de Saadanius presenta visibles perforaciones craneales en la región frontal, lo cual indica que pudo ser cazado por un carnívoro grande. Una herida punzante en el lado derecho del cráneo pudo haber sido el golpe fatal. Tiene también una marca de mordedura en el trígono frontal.
Al igual que otros primates catarrinos, Saadanius, fue probablemente un trepador, con hábitos arborícolas. Durante el tiempo que existió, el Mar Rojo aún no se había formado, y nuevas plantas y especies animales pudieron haber llegado desde la vecina Eurasia cuando esta convergió con la masa afro-arábiga.

## Filogenia y significancia
La anatomía comparada y el análisis cladístico indican que Saadanius está más estrechamente relacionado con el último antepasado común del grupo corona de los catarrinos, que cualquier otro catarrino fósil conocido, ubicando a los ancestros comunes de los catarrinos en Arabia y África. Otros catarrinos basales, incluyen propliopitecoideos, como Aegyptopithecus y Pliopithecus. Las similitudes más estrechas entre Saadanius y el grupo corona de los catarrinos, en particular su hueso ectotimpánico, sugieren que Saadanius es, de todos los primates fósiles que se conocen, el que más relacionado al último antepasado común de los catarrinos vivientes. Su descubrimiento ha proporcionado nuevos detalles sobre la evolución humana, en particular la división entre los monos del Viejo Mundo y el linaje de primates que finalmente llevó a los seres humanos. El género Saadanius se consideró por parte de por Zalmout et al., como monofilético dentro de su propia familia y superfamilia, Saadaniidae y Saadanioidea respectivamente, estrechamente relacionadas con los cercopitécidos y hominoideos basales.
El descubrimiento de Saadanius proporciona nuevas pruebas para las diferentes hipótesis propuestas para la apariencia facial de los ancestros de los catarrinos, o su antepasado común. Una reconstrucción basada en los rasgos de los catarrinos actuales, deduce un rostro corto y un cráneo redondeado, similar al de un gibón. Otra reconstrucción, basada en la morfología de los homínidos de comienzos del Mioceno y el cercopitécido basal Victoriapithecus, muestra al último antepasado común con un hocico prominente y la cara alargada, como los babuinos actuales y los fósiles más antiguos de los homínidos y monos del Viejo Mundo. Las características preservadas de Saadanius, similares a aquellas de los catarrinos más basales, apoyan la última de las hipótesis, de acuerdo con Zalmout et al. Sin embargo, un paleontólogo, Eric Delson, ha advertido que la presión geológica pudo haber distorsionado la forma del cráneo.
Saadanius, también puede contribuir a establecer el momento de la división entre los homínidos y los cercopitécidos. Los trabajos paleoantropológicos han colocado habitualmente esta divergencia entre hace 25 y 23 millones de años, pero las estimaciones basadas en análisis genéticos la han situado en el Oligoceno temprano, hace aproximadamente 33 millones de años. A pesar de las predicciones de las pruebas genéticas, el registro fósil contiene escasa evidencia para ubicar el último antepasado común entre el lapso de 30 y 23 millones de años, lo cual apoya la idea de una división más tardía. Sólo algunos dientes de Kamoyapithecus insinúan la existencia de potenciales hominoides basales durante el Oligoceno tardío (entre hace 24 y 27,5 millones de años). Con el descubrimiento de Saadanius, Zalmout et al. apoyan la hipótesis de una división posterior a la que los datos genéticos sugieren, y la estiman entre 29-28 y 24 millones de años.
Este hallazgo fósil, también ha sido visto por parte de la SGS como un evento importante para Arabia Saudita, ya que enriquece el registro fósil para la región. Como resultado del hallazgo, tanto la SGS como la Universidad de Míchigan están estudiando la posibilidad de una mayor cooperación en exploraciones de campo dentro del país.
Según Salvador Moyá-Solá, investigador del Instituto de Paleontología Miquel Crusafont, España, se tiene muy poco material como para poder saber si este primate derivó hacia la línea evolutiva de los humanos o hacia la de los cercopitecoideos.